# Дегтярёв, Владимир Васильевич
Владимир Васильевич Дегтярёв (23 июля 1918, Ковров, Московская область — 15 февраля 2016, Ковров, Владимирская область) — советский конструктор оружия.

## Биография
Родился 23 июля 1918 года в Коврове (ныне Владимирская область) в семье оружейника В. А. Дегтярёва.
Окончил школу, раб.факультет 2 курса (1939—1941) МИХМа.
С июня 1941 года работал в КБ № 2 завода имени К. О. Киркижа (будущий завод имени В. А. Дегтярёва, Ковров), во время войны участвовал в создании новых образцов стрелкового оружия и ручных гранатомётов.
В 1956 году переведён в КБ «Арматура» на должность ведущего конструктора. Был одним из разработчиков ручного противотанкового гранатомёта РПГ-7.
В 1967—1987 годах работал на Ковровском механическом заводе, созданном в 1950 году на базе завода имени В. А. Дегтярёва.
Умер 15 февраля 2016 года.

## Награды и премии
- Сталинская премия первой степени (1949) — за создание нового образца оружия.
- Орден Отечественной войны I степени
- Медаль «За оборону Москвы» (13.11.1944)
- Медаль «За доблестный труд в Великой Отечественной войне 1941—1945 гг.»